# Pascale Mainville
Pascale Mainville (Montreal, 29 de marzo de 1973) es una deportista canadiense que compitió en judo. Ganó una medalla de oro en el Campeonato Panamericano de Judo de 1990 en la categoría de –56 kg.
Participó en los Juegos Olímpicos de Barcelona 1992, donde finalizó decimoctava en la categoría de –56 kg.

## Palmarés internacional
| Campeonato Panamericano | Campeonato Panamericano | Campeonato Panamericano | Campeonato Panamericano |
| Año                     | Lugar                   | Medalla                 | Categoría               |
| ----------------------- | ----------------------- | ----------------------- | ----------------------- |
| 1990                    | Caracas (Venezuela)     | Medalla de oro          | –56 kg                  |